# مادريغيراس
بلدية مادريغيراس (بالإسبانية: Madrigueras) هي بلدية تقع في مقاطعة البسيط التابعة لمنطقة كاستيا لا مانتشا وسط إسبانيا.

## الديموغرافيا
بلغ عدد سكان بلدية مادريغيراس 4.834 نسمة عام 2011 (وفقاً للمعهد الوطني الإسباني للإحصاء).
| 4.513 | 4.536 | 4.532 | 4.647 | 4.733 | 4.938 | 4.834 |

## أعلام
- بابلو إيبانيز